# Famille Upori
La famille Upori (aussi Upory) est une famille noble hongroise.

## Histoire
La famille Upori est issue de l'ancien clan hongrois Akus. En 1435, un document nous apprend qu'un certain Imre Upori vivait à Szirmay dans le comitat de Zemplin. Un autre membre notable de la famille fut László Upory qui en 1461 était vice-capitaine auprès du capitaine de Haute-Hongrie István Szapolyai. László Upory possédait dans le Zemplin entre autres les châteaux de Gellényes et Abara. Sa fille Borbála épousa János Czékei, et leur fille Zsófia Czékei épousa par Domokos Dobó.
À partir de là, la famille Upory se confondit avec la famille Dobó pour finalement disparaître.